# نمی‌ترسم
«نمی‌ترسم» (به انگلیسی: Not Afraid) عنوان ترانه‌ای از امینم خواننده رپ آمریکایی است که در سال ۲۰۱۰ میلادی منتشر شد. از این آهنگ به عنوان بهترین آهنگ آلبوم ریکاوری یاد می شود و همچنین می توان آن را به عنوان بهترین آهنگ رپ سال ۲۰۱۰ انتخاب کرد .